# Katten och kanariefågeln
Katten och kanariefågeln är en svensk TV-film från 1961 i regi av Jan Molander. Filmen är en adaption av John Willards svarta komedipjäs The Cat and the Canary från 1922.
I filmen medverkar Lena Granhagen som Annabelle West, Lars Lind som Paul Jones och Birger Malmsten som Charles Wilder.